# Ángel (canción de Juanes)
«Ángel» es una canción del cantante y compositor colombiano Juanes, lanzada como el tercer sencillo oficial de su séptimo álbum de estudio Mis planes son amarte. Fue compuesta por él junto con Alejandro Patiño y Alejandro Ramirez y producida por Kacho.

## Lista de canciones

### Descarga digital[5][6]
- 'Ángel'- 3:53

## Posicionamiento en listas
| Lista                      | Mejor posición |
| -------------------------- | -------------- |
| Colombia (Top 100 Digital) | 10             |
| Colombia (Top 100 Digital) | 52             |
| México (Top 100 Digital)   | 67             |
| Perú (Top 50 Digital)      | 47             |

## Historial de lanzamiento
| Región         | Fecha              | Formato                     | Discográfica           | Ref. |
| -------------- | ------------------ | --------------------------- | ---------------------- | ---- |
| América Latina | 7 de abril de 2017 | Descarga digital, Streaming | Universal Music Latino |      |